# Mercedes de Oriente
Mercedes de Oriente è un comune dell'Honduras facente parte del dipartimento di La Paz.
Il comune risultava già come entità indipendente nella divisione amministrativa del 1889.